# پا تو کفش من نکن (فیلم ۱۳۴۸)
پا تو کفش من نکن فیلمی به کارگردانی رضا صفایی و نویسندگی افشین محصول سال ۱۳۴۸ است.

## خلاصه داستان
«اسماعیل» فروشنده‌ای در فروشگاه کفش است که صاحبش «شیردل» شریکی دارد و چون دریافته است که او به زودی وارد خواهد شد، لذا در جستجوی راهی است که بتواند سهم او را از آن خود سازد...

## بازیگران
- یاکوو بن سیرا
- سیونا توخترمن
- گیدئون زینگر
- مارینا
- آریس سان
- لی‌لی